# Narcisse Kuyo
Narcisse Kuyo – iworyjski piłkarz grający na pozycji obrońcy. W swojej karierze grał w reprezentacji Wybrzeża Kości Słoniowej.

## Kariera reprezentacyjna
W 1980 roku Kuyo został powołany do reprezentacji Wybrzeża Kości Słoniowej na Puchar Narodów Afryki 1980. Zagrał w nim w trzech meczach grupowych: z Egiptem (1:2), z Nigerią (0:0) i z Tanzanią (1:1).